# وادي شعب آل عباس
وادي شعب آل عباس هو واد في تهامة بلاد بلقرن في ديار بني سهيم في العرضيات تسيل مياهه من جبال العوامر حتى يلتقي مع وادي ديمران عند قرية المدرات، وعليه قرى شعب آل عباس من بني سهيم.